# Edvard Munch (film)
Edvard Munch è un film tv del 1974 diretto da Peter Watkins e basato sulla vita del pittore norvegese Edvard Munch.
Il film è stato presentato fuori concorso al Festival di Cannes 1976.

## Riconoscimenti
- British Academy of Film and Television Arts 1977: Miglior Programma Straniero (Peter Watkins)